# Cesare da Sesto

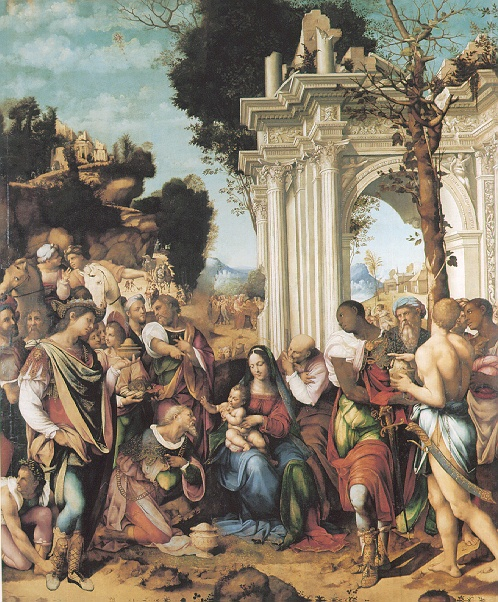
Adoración de los Reyes Magos Museo di Capodimonte, Nápoles.

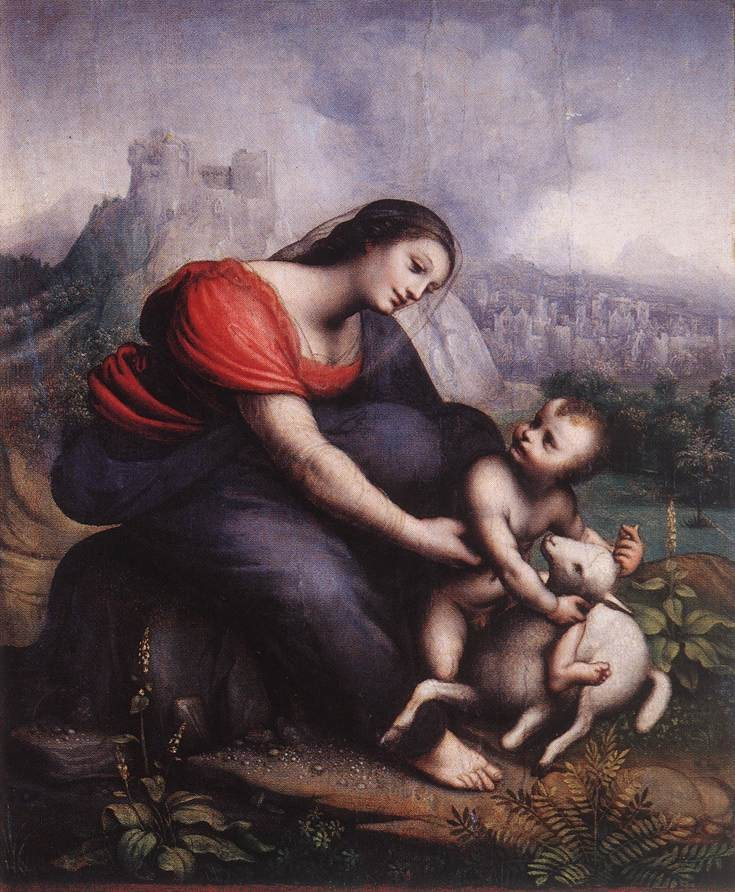
Madonna con el Niño Jesús y cordero, Museo Poldi Pezzoli, Milán.

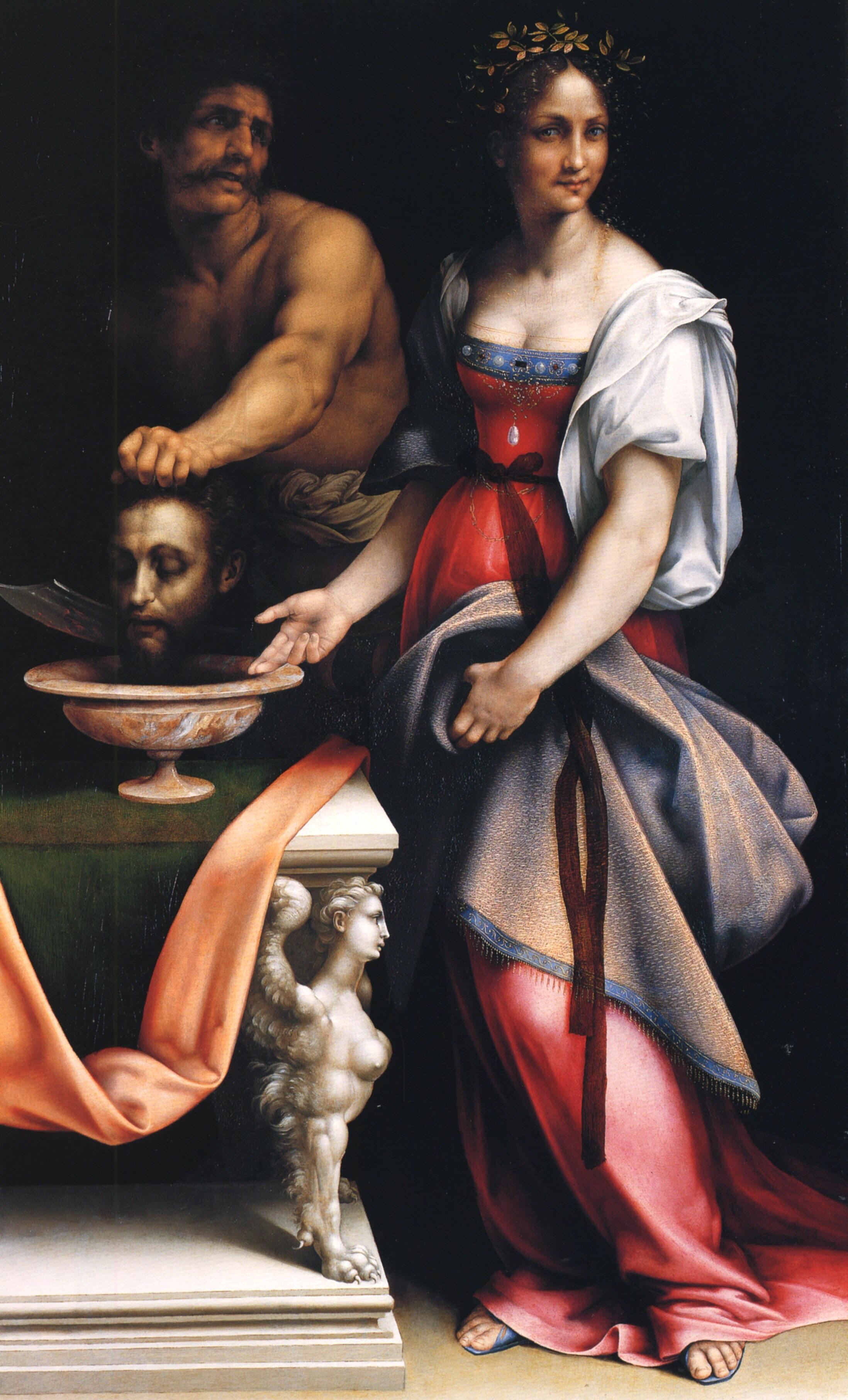
Salomé, Museo del Hermitage.

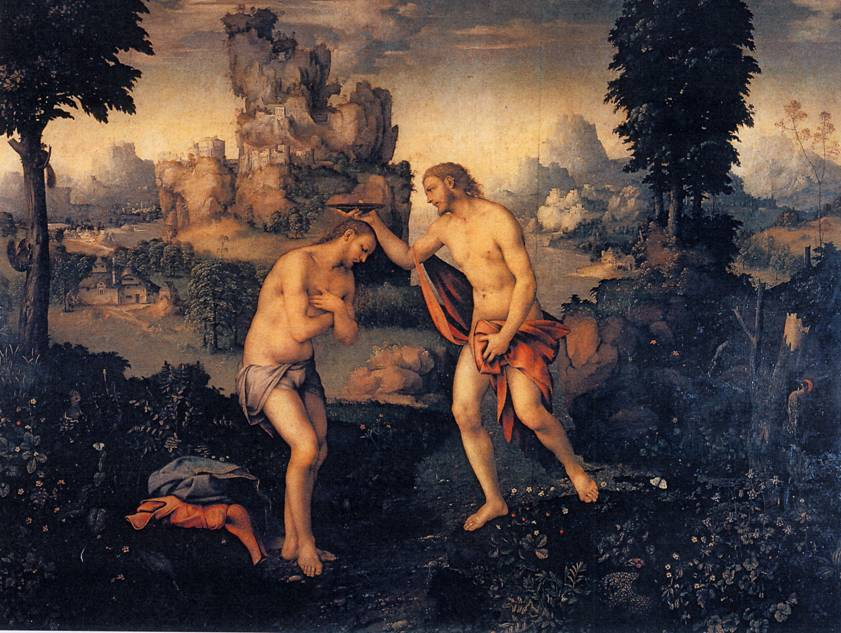
Bautismo de Cristo, Colección Gallaratti-Scotti, Milán.

Cesare da Sesto (Sesto Calende, 1477 - Milán, 27 de julio de 1523) fue un pintor lombardo. Es uno de los pintores que siguieron total o parcialmente el estilo marcado por Leonardo da Vinci.

## Biografía

### Comienzos y primera etapa romana
Aunque no dotado de un talento especial, sí que tuvo una sensibilidad que le permitió captar, aun de manera superficial, el estilo de Leonardo. No sabemos cual fue su formación, aunque hacia 1505 le podemos localizar en Roma como ayudante de Baldassare Peruzzi. Parece que permaneció en el Lazio hasta 1510-1512, lo que le permitió conocer las primeras obras romanas de Rafael y establecer contacto con artistas como El Sodoma. Parece seguro que conoció la pintura florentina de la primera década del siglo, así como las obras que Leonardo dejó en la ciudad del Arno.

### Etapa lombarda
De regreso a Milán, llevó su estilo a una síntesis del arte romano-rafaelesco y de la corriente leonardesca, imperante en la mayoría de los pintores lombardos. En cuadros como su Salomé (Viena, Kunsthistorisches Museum, 1512), el tema y la expresividad beben directamente de Leonardo, igual que el modo de elaborar la superficie pictórica. Pero el canon de forma humana y su articulación derivan de las figuras de la Stanza della Segnatura de Rafael. En su Bautismo de Cristo (Milán, colección Gallarati-Scotti, 1512) altera ligeramente los tipos leonardescos en pos de una gracia más suave, tal vez un poco insulsa, intentando invocar el recuerdo del arte del de Urbino. Sin embargo esta síntesis adoleció de la sutileza de Leonardo, y a veces sus obras rozan la caricatura del estilo que pretendía imitar.

### Nápoles y Sicilia
En 1514, acompañado de su ayudante Aliprando, marcha de Milán. Pasa por Roma, Siena y Florencia, y se establece en el sur, en Nápoles y Messina. Allí permanecerá seis años. Sus estancia contribuyó decisivamente en la introducción del estilo de Cinquecento en la pintura napolitana. Aquí su arte sintético se hace más sofisticado y alcanza cotas de calidad más elevada. Su Adoración de los Reyes (Nápoles, Museo di Capodimonte) denota el estudio del Pasmo de Sicilia de Rafael, en aquella época depositado en Nápoles. Su arte es ahora elegante, algo amanerado y carente de fuerza. Su estilo ya no es milanés, es un compendio de los conocimientos acumulados durante sus viajes por Italia.

### Regreso a la patria
De nuevo en Milán (1520), todavía realizará Cesare una obra importante, el políptico de la Madonna en la gloria para la iglesia de San Rocco (Milán, Castello Sforzesco, 1523).

### Valoración
El segundo viaje romano de Sesto le hizo aumentar su admiración por Rafael, hecho que tal vez no fuera beneficioso para su arte, pues lo sobrecargó de motivos no siempre bien digeridos, pues siempre estuvo atado a su formación lombarda. Su propio eclecticismo le impidió alcanzar una verdadera estatura como creador, pero jugó el importante papel de transmisor del rafaelismo en el norte y del leonardismo en el sur de Italia.

## Obras destacadas
- Salomé (Viena, Kunsthistorisches Museum, 1512)
- Bautismo de Cristo (Milán, colección Gallarati-Scotti, 1512)
- Adoración de los Reyes (Nápoles, Museo di Capodimonte)
- Políptico de San Roque (Milán, Castello Sforzesco, 1523) 
  - Virgen en la gloria
- Cristo de los Dolores y monseñor Oliverio Caraffa (Nápoles, Museo di Capodimonte, 1511)
- Leda y el cisne (Wilton House, 1505-10)
- Madonna con niño y cordero (Milán, Museo Poldi Pezzoli, 1512)
- Sacra Conversación (San Petersburgo, Museo del Hermitage)
- Virgem, o Menino e São João Baptista (Museu Nacional de Arte Antiga, Lisboa)